# Питър Макрилос
Питер Макрилос (роден на 4 септември 1995 г.) е австралийски професионален футболист от гръцки произход.

## Биография
Макрилос прекарва шест години в младежката академия на Стоук Сити, а преди това прекара три месеца в прочутата Ла Масия на Барселона. На 24 февруари 2016 г. той подписва с Рокдейл Сити.
На 11 януари 2018 г. той подписа договор за три години и половина с гръцкия клуб от Суперлигта Паниониос, срещу неразкрита трансферна сума. Само една седмица обаче той остава в гръцкия клуб, като играе при равенството 1:1 срещу Панетоликос.
На 10 февруари 2021 г. Макрилос подписва със Славия (София). Договорът му е за година и половина и има опция да бъде удължен за още един сезон.